# Lema de Massera
En teoría de la estabilidad y control no lineal, el lema de Massera, denominado así por José Luis Massera, trata de la construcción de una función de Lyapunov para probar la estabilidad de un sistema dinámico. El lema aparece en (Massera, 1949, p. 716) como el primer lema de la sección 12 y en una forma más general en  (Massera, 1956, p. 195) como el lema 2. En 2004, el lema de Massera original para funciones de una sola variable fue extendido al caso multivariable, y el lema resultante fue usado para probar la estabilidad de los sistemas dinámicos cambiantes, donde una función de Lyapunov común describe la estabilidad de los múltiples modos y de las señales cambiantes.

## Lema de Massera original
El lema de Massera original es usado en la construcción de una función de Lyapunov opuesta de la siguiente manera (también conocida como la construcción integral)
{\displaystyle V(\zeta )=\int _{0}^{\infty }G(|\varphi (t,\zeta )|)dt}
para un sistema dinámico asintóticamente estable cuya trayectoria estable comenzando desde {\displaystyle \zeta } es {\displaystyle \varphi (t,\zeta )}
El lema dice que:

Sea {\displaystyle g:[0,\infty )\rightarrow R} una función estrictamente decreciente, continua y positiva con {\displaystyle g(t)\rightarrow 0} cuando {\displaystyle t\rightarrow \infty }. Sea {\displaystyle h:[0,\infty )\rightarrow R} una función no decreciente, continua y positiva. Entonces existe una función {\displaystyle G:[0,\infty )\rightarrow [0,\infty )} tal que
- {\displaystyle G} y su derivada {\displaystyle G'} son funciones clase-K definidas para todo t ≥ 0
- Existen constantes positivas k1, k2, tales que para cada función continua u que cumpla 0 ≤ u(t) ≤ g(t) para cada t ≥ 0,

{\displaystyle \int _{0}^{\infty }G(u(t))\,dt\leq k_{1};\quad \int _{0}^{\infty }G'(u(t))h(t)\,dt\leq k_{2}.}

## Extensión a funciones multivariables
El lema de Massera para funciones de una sola variable fue extendido al caso multivariable por Vu y Liberzon.

Sea {\displaystyle g:[0,\infty )\rightarrow R} una función estrictamente decreciente, continua y positiva con {\displaystyle g(t)\rightarrow 0} cuando {\displaystyle t\rightarrow \infty }. Sea {\displaystyle h:[0,\infty )\rightarrow R} una función no decreciente, continua y positiva. Entonces existe una función diferenciable {\displaystyle G:[0,\infty )\rightarrow [0,\infty )} tal que
- {\displaystyle G} y su derivada {\displaystyle G'} son funciones clase-K en {\displaystyle [0,\infty )}.
- Para cada entero positivo {\displaystyle l}, existen constantes positivas k1, k2, tal que para cada función continua {\displaystyle u:\mathbb {R} ^{l}\rightarrow [0,\infty )} que cumpla

{\displaystyle 0\leq u(t_{1},\ldots ,t_{l})\leq g(t_{1}+\cdots +t_{l})} para cada {\displaystyle t_{i}\geq 0}, {\displaystyle i=1,\ldots ,l}
tenemos
{\displaystyle \int _{0}^{\infty }\cdots \int _{0}^{\infty }G(u(s_{1},\ldots ,s_{l}))ds_{1}\ldots ds_{l}<k_{1}}
{\displaystyle \int _{0}^{\infty }\cdots \int _{0}^{\infty }G'(u(s_{1},\ldots ,s_{l}))\times h(s_{1}+\cdots +s_{l})ds_{1}\ldots ds_{l}<k_{2}}